# Meister von Pratovecchio

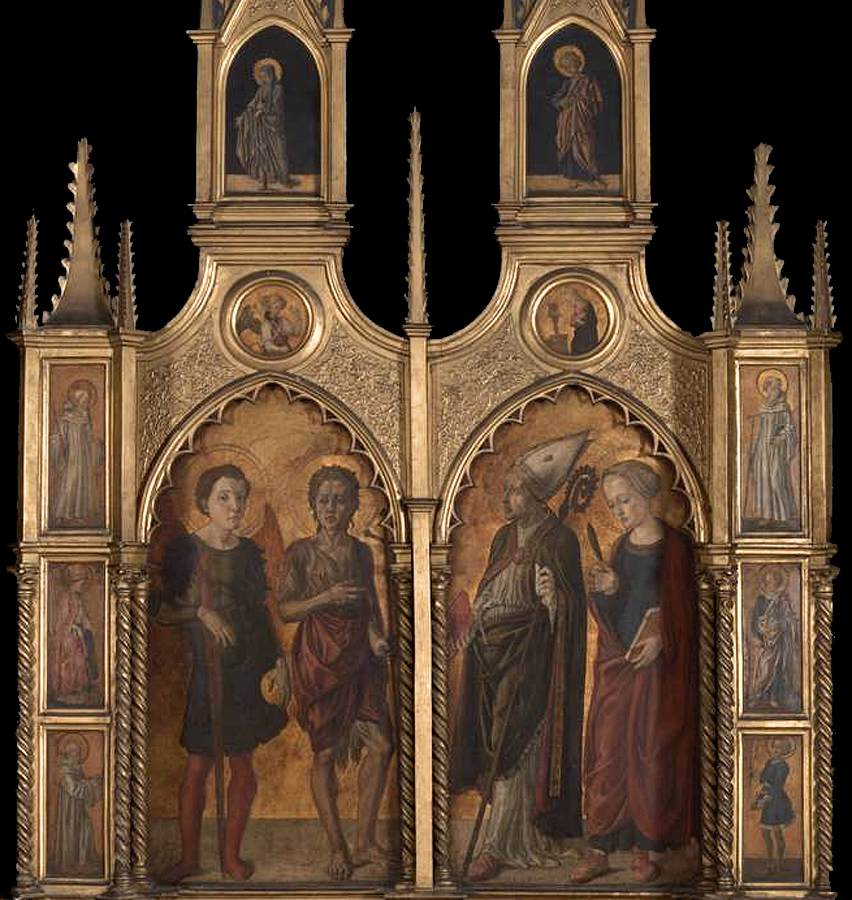
Meister von Pratovecchio: Altarbilder aus Pratovecchio, Italien um 1457, National Gallery, London

Als Meister von Pratovecchio (it. Maestro di Pratovecchio) wird ein namentlich nicht bekannter Maler der Frührenaissance bezeichnet, der in der Mitte des 15. Jahrhunderts in der Toskana in Italien tätig war.

## Namensgebung und Stil
Der Meister erhielt seinen Notnamen nach seinem Triptychon, das aus einer Kirche in Pratovecchio stammt. Der um 1457 zuerst erwähnte Meister zeigt den Einfluss von Andrea del Castagno und malt wie dieser realistisch und naturbeobachtend.

## Werke (Auswahl)
- Altar von Pratovecchio, Kirche von Pratovècchio (Himmelfahrt)
- Altar von Pratovecchio, National Gallery, London (Zwei Teile, Heiligenbilder)
- Drei Erzengel, Gemäldegalerie, Berlin
- Madonna mit Kind, Fogg Art Museum, Cambridge, Massachusetts
- Madonna mit Kind, Pinacoteca di Brera, Mailand (zugeschrieben)
- Madonna mit sechs Engeln, Pierpont Morgan Library & Museum, New York

## Abbildungen

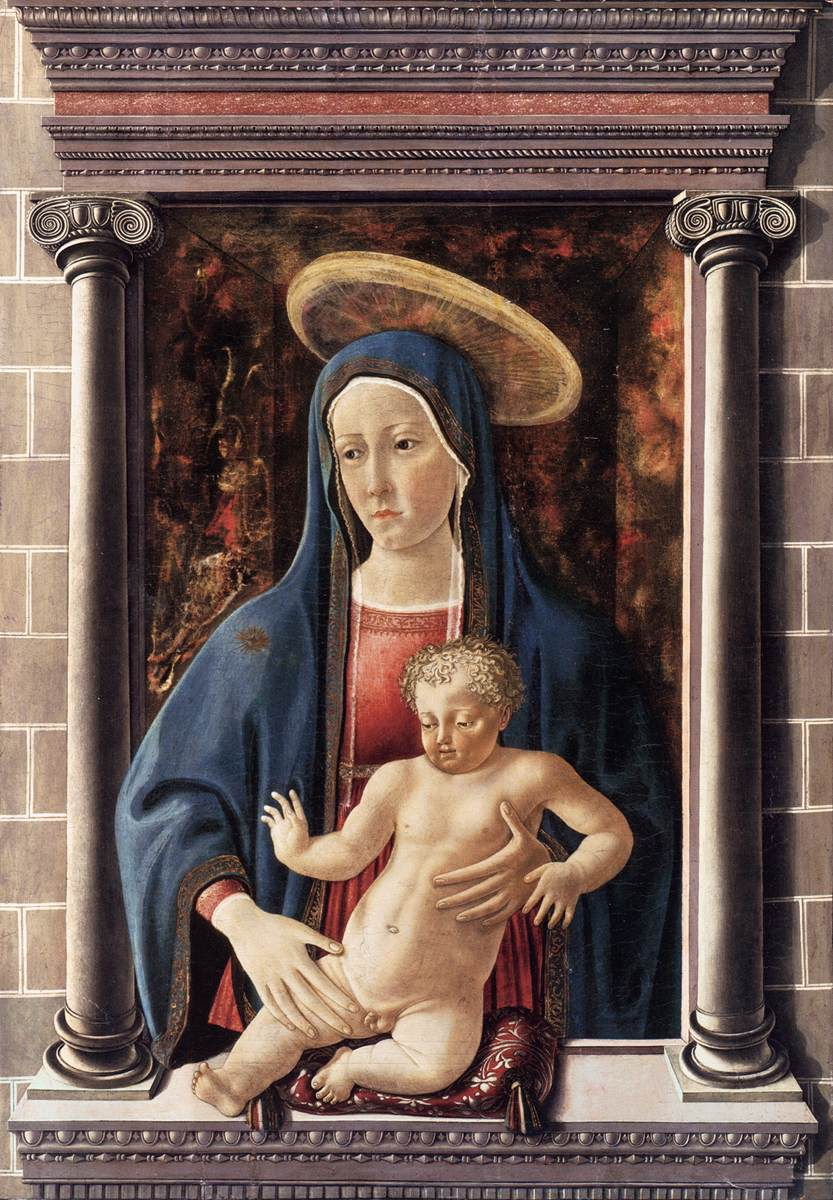
Meister von Pratovecchio:  Madonna mit Kind
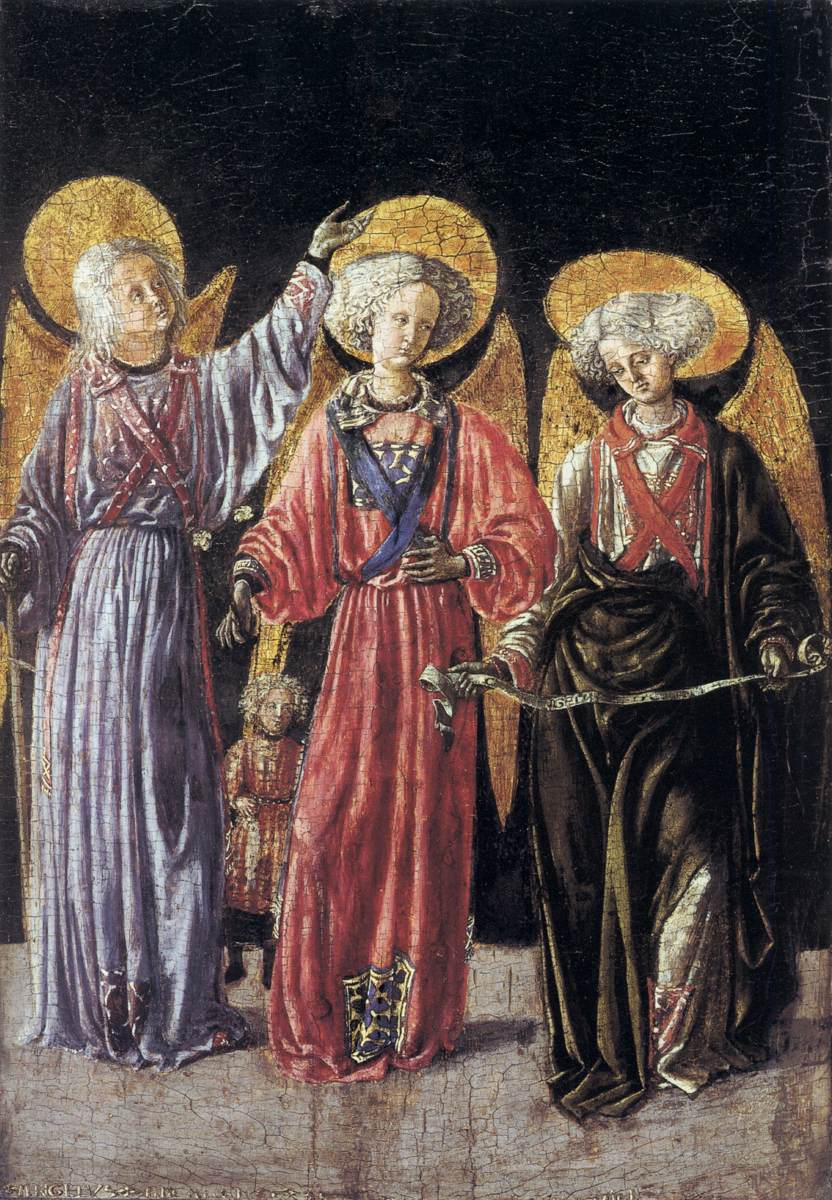
Meister von Pratovecchio: Drei Erzengel
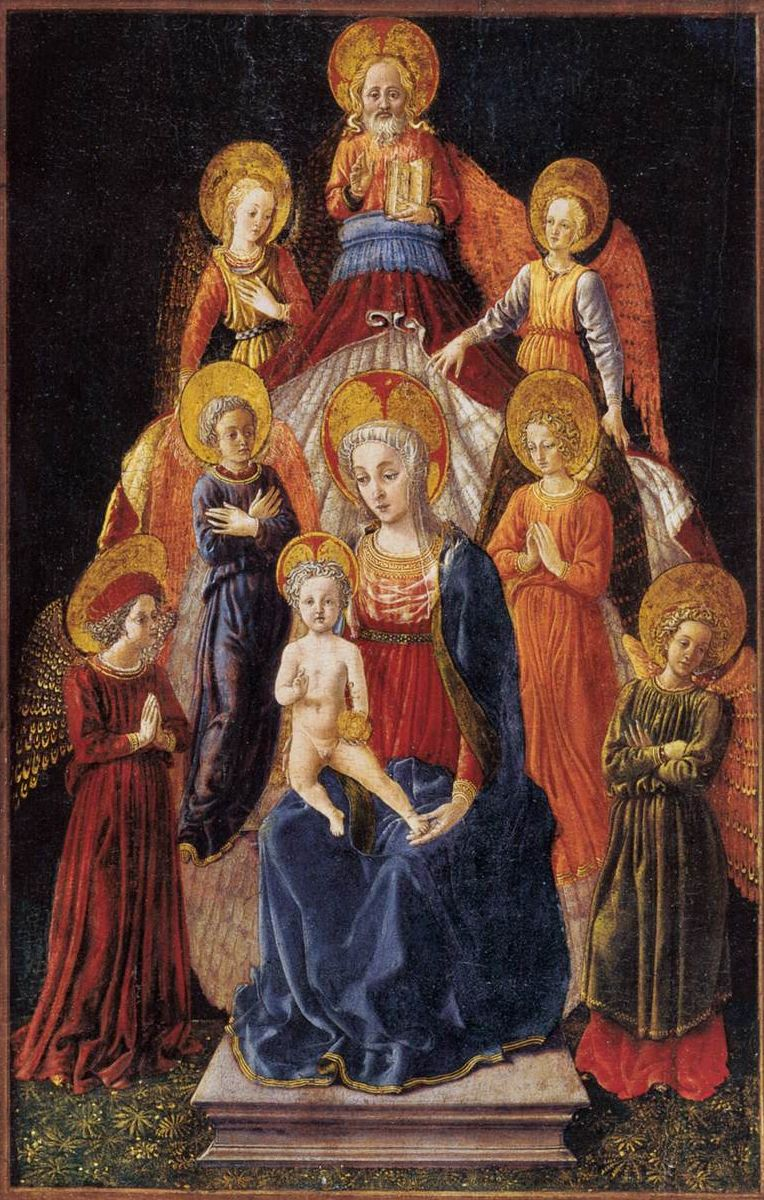
Meister von Pratovecchio: Madonna mit sechs Engeln